# Streptocarpus pumilus
Streptocarpus pumilus är en tvåhjärtbladig växtart som beskrevs av Brian Laurence Burtt. Streptocarpus pumilus ingår i släktet Streptocarpus och familjen Gesneriaceae. Inga underarter finns listade i Catalogue of Life.